# 馬頭郡
馬頭郡（ばとう-ぐん）は、中国にかつて存在した郡。東晋から北斉にかけて、現在の安徽省蚌埠市一帯に設置された。

## 概要
405年（東晋の義熙元年）、もとの淮南郡当塗県の地に馬頭郡が立てられた。馬頭郡は豫州に属し、郡治は馬頭城に置かれた。
473年（南朝宋の元徽元年）、馬頭郡は徐州に転属した。宋の馬頭郡は虞・零・済陽の3県を管轄した。
南朝斉のとき、馬頭郡は北徐州に属し、己吾県1県を管轄した。
549年（武定7年）、東魏が南朝梁から馬頭郡を奪った。馬頭郡は楚州に属し、蘄・平預の2県を管轄した。
北斉のとき、馬頭郡は廃止された。